# جميعة أيرلندا الشمالية
جميعة أيرلندا الشمالية (بالإنجليزية: Northern Ireland Assembly)‏ هي الهيئة التشريعية في أيرلندا الشمالية، التي تأسست في 1998، وتتكون من 108 ، و90 مقعداً، يقع المقر الرئيسي لها في بلفاست.